# شهلا العجيلي
شهلا العجيلي (وُلدت في حلب بتاريخ 1 يناير/كانون الثاني 1976) هي كاتبة أردنية سورية. حاصلة على دكتوراه في الأدب العربي الحديث والدراسات الثقافية من جامعة حلب، وعملت بتدريس الأدب العربي الحديث في جامعة حلب والجامعة الأمريكية في مادبا في الأردن.

## إصداراتها
أصدرت مجموعة من المؤلفات الأدبية، ودراسات نقدية عديدة، من بينها:
- مجموعة قصصية بعنوان «المشربيّة» (2005)

- «الرواية السوريّة/ التجربة والمقولات النظريّة» (2009).
- «الخصوصيّة الثقافيّة في الرواية العربيّة» (2011).
- «مرآة الغريبة - مقالات في نقد الثقافة» (2006).
- رواية «عين الهرّ» (2009).
- رواية «سجاد عجميّ» (2013).
- قصص «سرير بنت الملك» (2016).[3]
- رواية «صيف مع العدو» (2018).
- «الهوية الجمالية للرواية العربية: رؤية ما بعد إستعمارية» (2020).[4]

## المشاركات
وقد سبق لها أن شاركت في ورشة الكتابة الإبداعية «الندوة» التي تديرها الجائزة العالمية للرواية العربية لتشجيع شباب الكتّاب الواعدين وكتبت قسما من روايتها «سماء قريبة من بيتنا» خلال تواجدها في ندوة عام 2014.

## الجوائز
- جائزة الدولة في الآداب من الأردن عن رواية عين الهر عام 2009.[2]
- جائزة الملتقى للقصة القصيرة العربية (الدورة الثالثة) 2017م.[5]
- رُشحت روايتها سماء قريبة من بيتنا إلى القائمة القصيرة في الجائزة العالمية للرواية العربية عام 2016.